# Tolazamid
Tolazamid ist eine chemische Verbindung aus der Gruppe der Sulfonylharnstoffe.

## Gewinnung und Darstellung
Tolazamid kann durch Ammonolysereaktion von Methyl-p-tolylsulfonylcarbamat mit 1-Aminohexamethylenimin gewonnen werden.

## Eigenschaften
Tolazamid ist ein weißer geruchloser Feststoff, der praktisch unlöslich in Wasser ist.

## Verwendung
Tolazamid wird als oral verabreichbares Antidiabetikum mit einer Plasmahalbwertszeit von 5–10 h verwendet.